# Fede Álvarez
Fede Álvarez, vero nome Federico Javier Álvarez Mattos (Montevideo, 9 febbraio 1978), è un regista, sceneggiatore e produttore cinematografico uruguaiano.

## Biografia
Figlio del giornalista e scrittore Luciano Álvarez García, è nato e cresciuto a Montevideo. Álvarez comincia a lavorare come regista nel 2001 dirigendo il suo primo cortometraggio dal titolo Los Pocillos. Dopo aver diretto altri tre cortometraggi, nel 2013 esordisce con il suo primo lungometraggio dal titolo La casa, remake dell'omonimo film del 1981. Nel 2016 è la volta di Man in the Dark, che ricevette recensioni positive sia dalla critica che dal pubblico. 
Nel 2018 viene ingaggiato per dirigere il sequel di Millennium - Uomini che odiano le donne, remake del primo film della trilogia creata da Stieg Larsson. Il film, il cui titolo è Millennium - Quello che non uccide è uscito nelle sale statunitensi il 9 novembre dello stesso anno. Nel 2021 figura come creatore, produttore esecutivo e regista della serie televisiva di Apple TV+ Calls. Nel marzo del 2022 è stato annunciato come regista e sceneggiatore di un nuovo film della serie di Alien, Alien: Romulus, la cui data di uscita al cinema è prevista per l'agosto del 2024.

## Filmografia

### Regista

#### Lungometraggi
- La casa (Evil Dead; 2013)
- Man in the Dark (Don't Breathe; 2016)
- Millennium - Quello che non uccide (The Girl in the Spider's Web; 2018)
- Alien: Romulus (2024)

#### Cortometraggi
- Los Pocillos (2001)
- El Último Alevare (2003)
- El Cojonudo (2005)
- Ataque de Pánico! (2009)

#### Seconda unità
- Chaos Walking, regia di Doug Liman (2021) - non accreditato (riprese aggiuntive e post-produzione)

#### Televisione
- Dal tramonto all'alba - La serie (From Dusk till Dawn: The Series) – serie TV, 1 episodio (2014)
- Calls - serie TV, 9 episodi (2021)

### Sceneggiatore

#### Cinema
- La casa (Evil Dead), regia di Fede Álvarez (2013)
- Man in the Dark (Don't Breathe), regia di Fede Álvarez (2016)
- Millennium - Quello che non uccide (The Girl in the Spider's Web), regia di Fede Álvarez (2018)
- L'uomo nel buio - Man in the Dark (Don't Breathe 2), regia di Rodo Sayagues (2021)
- Non aprite quella porta (Texas Chainsaw Massacre), regia di David Blue Garcia (2022) - soggetto
- Alien: Romulus, regia di Fede Álvarez (2024)

#### Televisione
- Calls - serie TV, 7 episodi (2021) - anche creatore

### Produttore

#### Cinema
- Man in the Dark (Don't Breathe), regia di Fede Álvarez (2016)
- L'uomo nel buio - Man in the Dark (Don't Breathe 2), regia di Rodo Sayagues (2021)
- Non aprite quella porta (Texas Chainsaw Massacre), regia di David Blue Garcia (2022)
- Alien: Romulus, regia di Fede Álvarez (2024)

#### Televisione
- Calls - serie TV, 9 episodi (2021) - produttore esecutivo